# Бродд, Ингве
Ро́льф И́нгве Бродд (швед. Rolf Yngve Brodd; 9 июня 1930 — 23 сентября 2016, Гётеборг) — шведский футболист и футбольный тренер, играл на позиции нападающего. Бронзовый призёр летних Олимпийских игр 1952 года.

## Биография

### Клубная карьера
Начинал карьеру в клубе четвёртого дивизиона «Фритсла». В 1951 году перешёл в «Эребру», за который играл в течение двух сезонов. В 1953 году Бродд перешёл во французскую «Тулузу», за которую играл три сезона. В 1956 году перешёл в «Сошо», в котором играл четыре сезона. В 1960 году вернулся в «Тулузу», за которую играл до 1962 года. Всего за оба клуба в Лиге 1 сыграл более 200 матчей и забил 75 голов.
В 1962 году перешёл в «Гётеборг», в котором играл в течение трёх сезонов и в 1964 году завершил карьеру.

### Карьера в сборной
Дебютировал за сборную Швеции 14 мая 1952 года в товарищеском матче со сборной Нидерландов — матч завершился со счётом 0:0.
В составе олимпийской сборной Бродд принимал участие на олимпийском турнире 1952 года, где был основным игроком и сыграл в 4 матчах турнира. В матче со сборной Норвегии отметился двумя забитыми мячами, а сборная Швеции выиграла матч со счётом 4:1. Ещё один гол он забил в матче со сборной Австрии — Швеция одержала победу со счётом 3:1. В составе сборной Швеции завоевал бронзовые медали. За сборную Швеции сыграл 16 матчей и забил 9 голов.

### Тренерская карьера
С 1963 по 1966 год работал главным тренером «Гётеборга».

### Смерть
Скончался 23 сентября 2016 года в Гётеборге в возрасте 86 лет.

## Достижения
Швеция
- Бронзовый призёр Олимпийских игр (1): 1952